# Corinna Dentoni
Corinna Dentoni (Pietrasanta, 30 de julho de 1989) é uma tenista profissional italiana, seu melhor ranking de N. 132 em simples WTA.